# Трунов Дмитро Володимирович
Дмитро́ Володи́мирович Трунов — Капітан Збройних сил України.

## Нагороди
За особистий внесок у зміцнення обороноздатності Української держави, мужність, самовідданість і високий професіоналізм, виявлені під час виконання військового обов'язку, та з нагоди Дня Збройних Сил України нагороджений орденом «За мужність» III ступеня (2.12.2016).
За особисту мужність, самовідданні дії, виявлені у захисті державного суверенітету та територіальної цілісності України, вірність військовій присязі  нагороджений орденом «Богдана Хмельницького» III ступеня (22.05.2022).